# Johan Falkmar
Johan Olov Sterne Falkmar, född 10 november 1991, är en svensk fotbollsspelare.

## Karriär
Falkmar började spela fotboll i Karlstad BK som sexåring. Han debuterade i A-laget som 16-åring. Falkmar blev efter säsongen 2014 utsedd till den "Bäste försvarsspelaren i Division 2". Inför säsongen 2015 värvades han av Vasalunds IF.
Efter två säsonger i Vasalund återvände Falkmar i januari 2017 till Karlstad BK. Kort därefter, i mars 2017, värvades Falkmar av Superettan-klubben IF Brommapojkarna. Han debuterade i Superettan den 1 april 2017 i en 0–0-match mot Dalkurd FF.
I december 2019 värvades Falkmar av Dalkurd FF, där han skrev på ett tvåårskontrakt. Efter en säsong lämnade Falkmar klubben.